# Ammoconia rjabovi
Ammoconia rjabovi là một loài bướm đêm trong họ Noctuidae.